# Lungești (okręg Buzău)
Lungești – wieś w Rumunii, w okręgu Buzău, w gminie Costești. W 2011 roku liczyła 37 mieszkańców.